# Botrylloides pizoni
Botrylloides pizoni is een zakpijpensoort uit de familie van de Styelidae. De wetenschappelijke naam van de soort is voor het eerst geldig gepubliceerd in 2012 door Brunetti & Mastrototaro.